# Hounslow Town (London Underground)

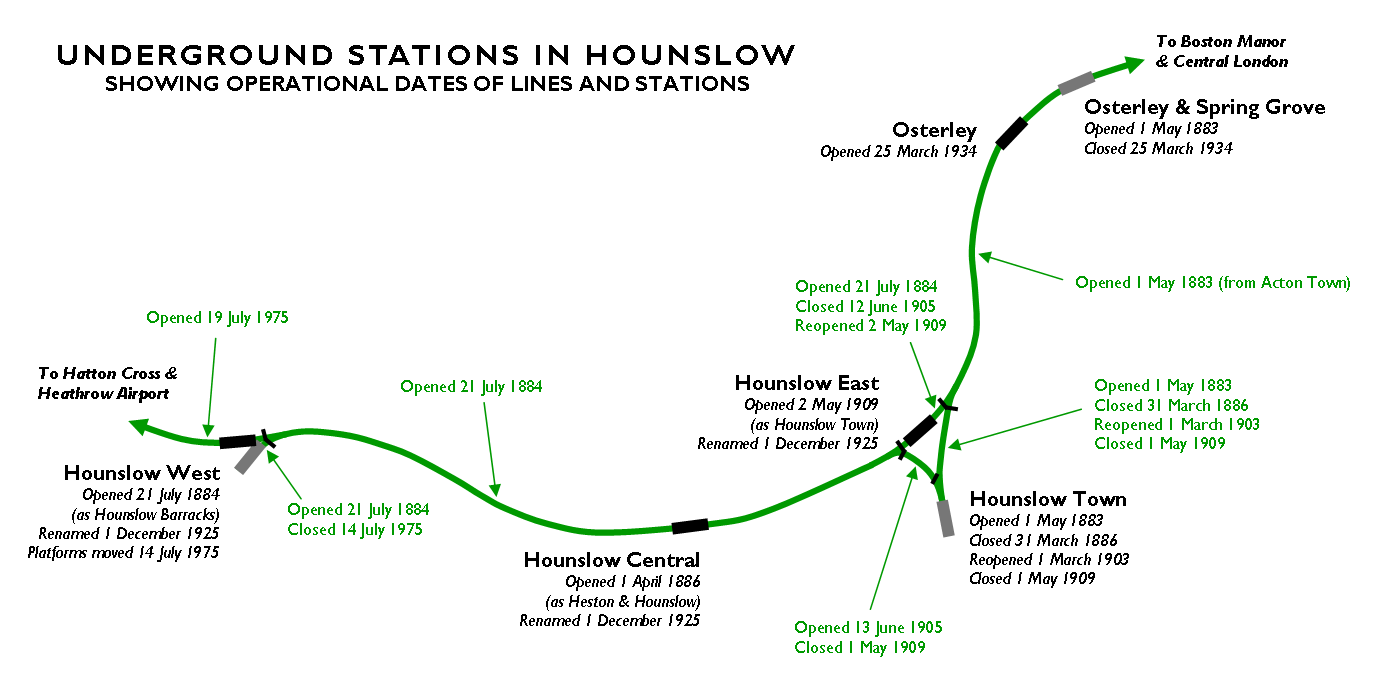
U-Bahn-Stationen in Hounslow

Hounslow Town ist eine ehemalige Station der London Underground. Sie wurde am 1. Mai 1883 unter dem Namen Hounslow eröffnet, als Endstation einer Strecke der Metropolitan District Railway (MDR; Vorgängergesellschaft der heutigen District Line), die von Acton Town hierhin führte. Die Strecke hätte ursprünglich weiter in Richtung Twickenham gebaut werden sollen, doch die London and South Western Railway (L&SWR) wehrte sich erfolgreich gegen das Eindringen der MDR in ihr eigenes „Territorium“.
Die Strecke wurde am 21. Juli 1884 bis zur neuen Endstation Hounslow Barracks (heute Hounslow West) erweitert, so dass der Kopfbahnhof Hounslow (inzwischen in Hounslow Town umbenannt) nun am Ende einer kurzen Stichstrecke lag. Den eingleisigen Zweig nach Hounslow Barracks befuhr zunächst ein Pendelzug, der von Osterley & Spring Grove aus verkehrte. Am 31. März 1886 schloss die MDR die Station und gab den Pendelbetrieb auf. Sämtliche Züge verkehrten nun direkt von Acton Town aus. Als Ersatz entstand die Station Heston-Hounslow (heute Hounslow Central), die näher zum Zentrum lag.
Am 1. März 1903 erfolgte die Wiedereröffnung der Station, als die MDR den Betrieb, der bis dato in Zusammenarbeit mit der L&SWR durchgeführt worden war, vollständig übernahm. Die MDR legte die Stichstrecke allerdings am 1. Mai 1909 endgültig still. Das Stationsgebäude wurde nach der Schließung abgerissen und durch eine Busgarage ersetzt, die bis 1954 bestand. Um rund 300 Meter nach Norden versetzt entstand eine neue Station namens Hounslow East.